# Mrákotín u Telče
Mrákotín (deutsch Mrakotin) ist eine Minderstadt in Tschechien. Sie liegt 27 Kilometer nordöstlich von Jindřichův Hradec und gehört zum Okres Jihlava.

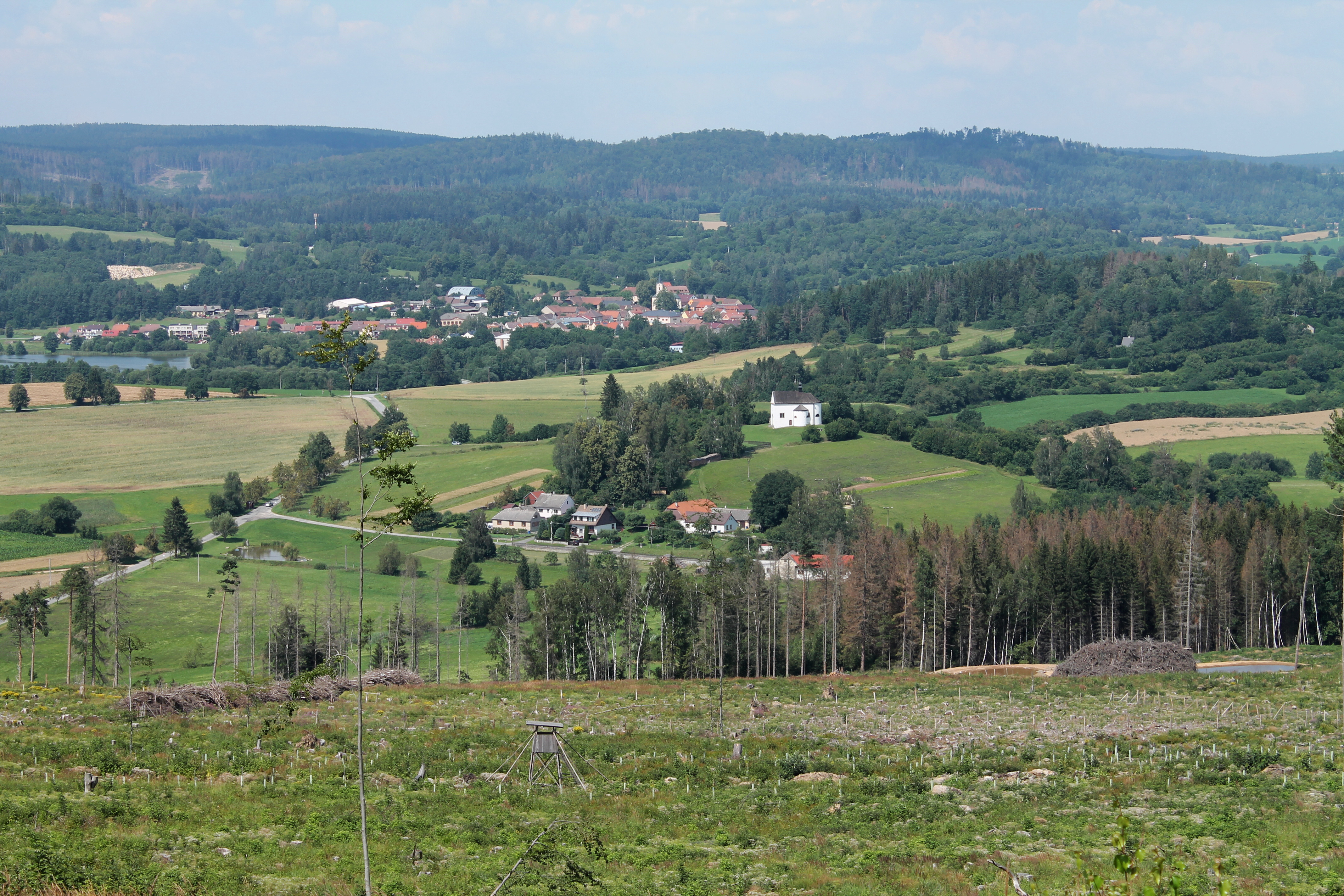
Ortsansicht

## Geographie
Mrákotín befindet sich in der Javořická vrchovina, dem höchsten Teil der Böhmisch-Mährischen Höhe. Nordwestlich erhebt sich der Javořice (837 m). Der vom Bach Myslůvka durchflossene Ort liegt am nördlichen Fuße des 593 m hohen Hügels Hora und wird von drei großen Teichen Dolní Mrzatec, Hamer und Žibřid umgeben. Nördlich liegt die Burgruine Štamberk (Sternberg).
Nachbarorte sind Lhotka im Norden, Vanov und Částkovice im Nordosten, Hostětice und Krahulčí im Osten, Horní Myslová und Borovná im Südosten, Dobrá Voda und Olší im Süden, Praskolesy im Südwesten sowie Hamry und Horní Bolíkov im Westen.

## Geschichte
Mrákotín wurde wahrscheinlich im 12. Jahrhundert gegründet. Erstmals urkundlich erwähnt wurde der Ort im Jahre 1385 als Besitz der Burg Štamberk/Sternberg. Nach deren Zerstörung in den Hussitenkriegen wurde Mrákotín Teil der Herrschaft Telč und gehörte den Herren von Neuhaus. Seit 1569 wurde Mrákotín als Städtchen bezeichnet, der genaue Zeitpunkt der Erhebung ist nicht bekannt. Im 16. und 17. Jahrhundert wurde bei Dobrá Voda Gold- und Silberbergbau betrieben, der während der Regentschaft des Zacharias von Neuhaus seine Blütezeit hatte. Später wurde erfolglos versucht, den Bergbau wiederzubeleben.
Nach dem Tod des letzten männlichen Nachkommen der Herren von Neuhaus, Joachim Ulrich von Neuhaus, erbte dessen Besitzungen 1604 seine Tochter Lucie Otilie, die seit 1602 mit Wilhelm Slawata verheiratet war. Joachim Graf Slawata gründete 1682 an einer Heilquelle bei Dobrá Voda das Lázně Jáchymovy (Joachimsbad) und ließ die Kirche St. Joachim erbauen. Nach 1710 wurde der Badebetrieb wieder eingestellt. 1684 erhielt Mrákotín das Privileg für zwei Jahrmärkte durch Kaiser Leopold I. Nach dem Tod des letzten Slawata fiel Mrákotín als Teil der Herrschaft Teltsch 1712 an Franz Anton von Liechtenstein-Kastelkorn, der sie an Alois Podstatský von Prusinowitz vererbte. Schloss und Grundherrschaft blieben bis 1945 im Besitz dieser Familie.

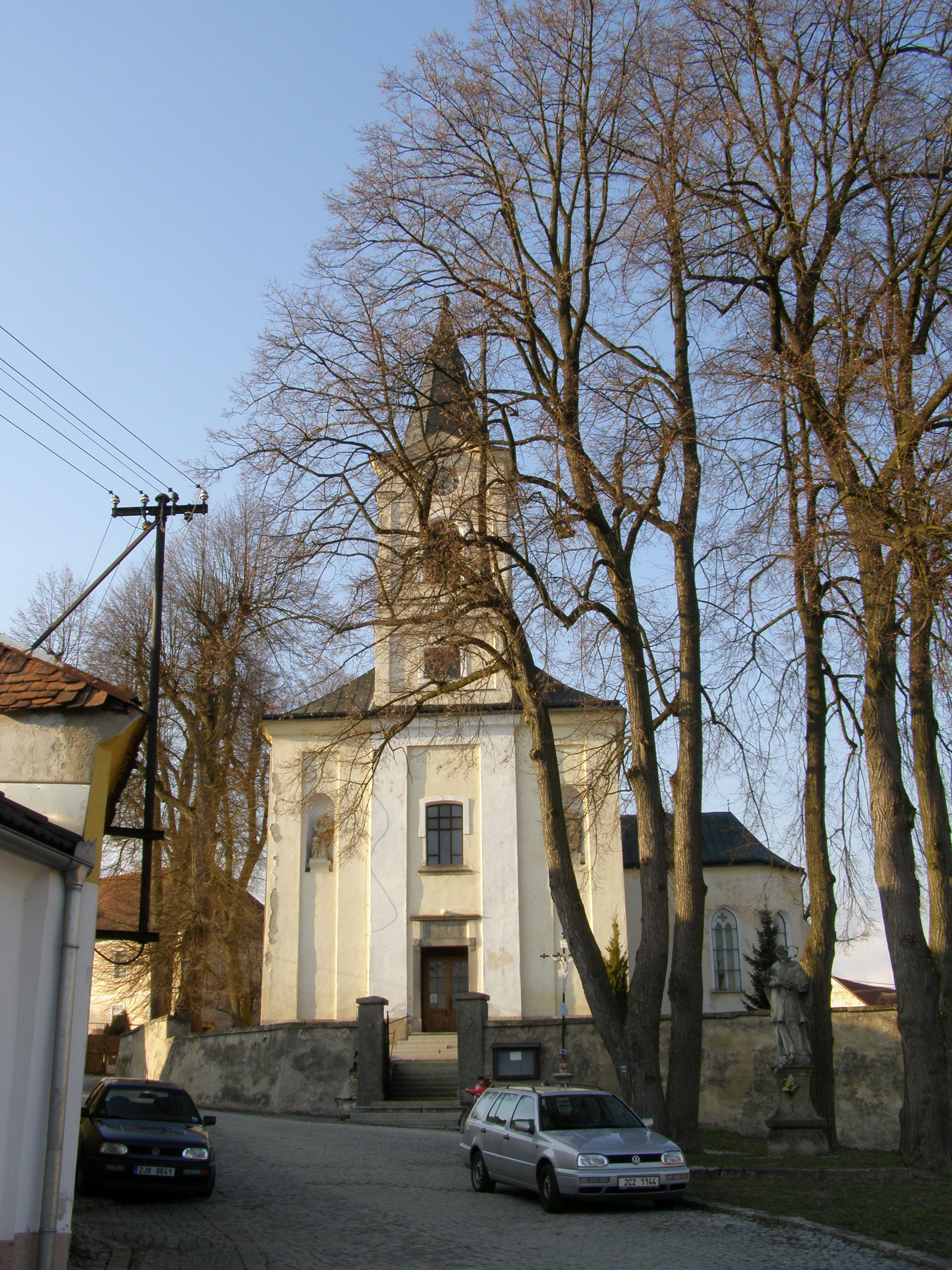
Mrákotín, Kirche Sv. Jiljí (Hl. Ägidius)

Bekannt wurde der Ort vor allem durch den Mrakotiner Granit. Das feinkörnige Gestein besitzt eine gute Qualität. Die Mrákotíner Steinmetzen fertigten ab 1923 für den Präsidenten Masaryk den 1928 aufgestellten 15,5 m langen und 96 t schweren Monolithen für die Prager Burg. Diese Arbeit gestaltete sich schwieriger als vorgesehen. Da Mrákotín über keinen Eisenbahnschluss verfügte, musste der Monolith von 19 m Länge mittels auf der Straße verlegter Gleise bis Telč transportiert werden. Während des Transportes riss an einer Anhöhe das Zugseil und die Last schleuderte von den Gleisen. Dabei zerbrach der Monolith in zwei Teile, von denen der größere am Prager Emauskloster und der kleinere in Telč aufgestellt wurde. Für die Prager Burg musste ein neuer Stein gebrochen werden, der bei der Bearbeitung zu Bruch ging. Nachdem der dritte Stein ausgearbeitet war, war dieser so wuchtig, dass beim Heben für den Transport ein Teil abbrach. Er wurde auf Eisenrollen nach Telč gerollt. Da der Steinkoloss auf diese Weise täglich nur etwa 300 m bewegt werden konnte, brauchte der Transport 50 Tage bis zum Umschlagort. Mit der Eisenbahn kam er dann nach weiteren vier Tagen in Prag an.
Mrákotín wurde am 23. Jänner 2007 zum Městys erhoben.

## Gemeindegliederung
Die Gemeinde Mrákotín besteht aus den Ortsteilen Dobrá Voda (Gutwasser), Mrákotín (Mrakotin) und Praskolesy (Praskoles) sowie der Ortslage Hamry (Hammerwerk).

## Sehenswürdigkeiten
- Javořice, höchster Berg der Böhmisch-Mährischen Höhe, mit 160 m hohem Fernseh- und Rundfunksendeturm
- Ruine der Burg Štamberk (Sternberg) bei Lhotka
- Kirche St. Ägidien, das ursprünglich gotische Bauwerk aus dem Jahre 1398 erhielt seine klassizistische Gestalt beim Umbau von 1806–07
- Statue des Hl. Johannes von Nepomuk aus dem Jahre 1762
- Statue Johannes des Täufers am Wegkreuz "U Zájezdku", aus dem Jahre 1743
- Oberer und Unterer Brunnen im Zentrum von Mrákotín, errichtet 1770 bzw. 1813
- frühbarocke Bergkirche St. Joachim bei Dobrá Voda, das 1682 unter Joachim Slawata errichtete Bauwerk wird jährlich am 29. Juli zur Wallfahrt geöffnet
- Friedhofskapelle des Hl. Franz von Serafin, erbaut 1841
- Linde von Praskolesy, das Alter des mächtigen hohlen Baumes wird auf 800 Jahre geschätzt

## Söhne und Töchter der Gemeinde
- František Bílkovský (1909–1998), Maler